# Kim-Lillian Strebel
Kim-Lillian Strebel (* in London) ist eine britische Opern- und Konzertsängerin im lyrischen Sopranfach.

## Leben
Kim-Lillian Strebel wuchs in der Schweiz auf, widmete sich von früher Kindheit an dem Tanz und studierte dann Gesang an der Royal Academy of Music bei Anthony Rolfe-Johnson und am Royal Conservatoire of Scotland. Hinzu kamen Kurse bei Kiri Te Kanawa und Ryland Davies. In der Spielzeit 2012/2013 war sie Stipendiatin des Förderkreises der Deutschen Oper Berlin und debütierte dort im Anschluss daran als Musetta in La Bohème und als Gretel in Hänsel und Gretel.
2013/2014 war sie Mitglied des Opernstudios Basel und von 2014 bis 2017 Ensemblemitglied am Theater Freiburg. Hier stellte sie u. a. die Micaëla in Carmen, die Euridice in Orfeo ed Euridice, die Adina in L’elisir d’amore, die Fiordiligi in Così fan tutte und die Lucette in Cendrillon dar. Ihr amerikanisches Operndebüt gab sie im Juli 2017 als Pamina in der Zauberflöte an der Cincinnati Opera. Diese Rolle stellte sie in der Folgezeit auch an der Deutschen Oper Berlin und an der Opéra Comique Paris dar. Im März 2018 wirkte sie bei der deutschen Erstaufführung von Donizettis später Oper Adelia am Theater für Niedersachsen in der Titelrolle mit. An der Oper Graz debütierte sie im Januar 2019 als Martha in der gleichnamigen Oper von Friedrich von Flotow.

## Repertoire (Auswahl)

### Dargestellte Opernrollen
- Adelia (Adelia)
- Adina (L’elisir d’amore)
- Euridice (Orfeo ed Euridice)
- Fiordiligi (Così fan tutte)
- Gretel (Hänsel und Gretel)
- Lauretta (Gianni Schicchi)
- Lucette (Cendrillon)
- Micaëla (Carmen)
- Musetta (La Bohème)
- Nicoletta (Die Liebe zu den drei Orangen)
- Pamina (Zauberflöte)

### Konzertrepertoire
- 9. Sinfonie und Missa solemnis von Ludwig van Beethoven
- Requiem von Gabriel Fauré
- Solveig in Peer Gynt von Edvard Grieg.

## Diskografie
- Riccardo Zandonai: Francesca da Rimini (Oper) mit Kim-Lillian Strebel als Garsenda. 2 CDs, CPO (2015).
- Karl Goldmark: Die Königin von Saba (Oper) mit Kim-Lillian Strebel als Astaroth. 3 CDs, CPO (2016).
- Jules Massenet: Cendrillon mit Kim-Lillian Strebel als Lucette. DVD, Naxos (2018).